# Gävle kommun
Gävle kommun är en kommun i Gävleborgs län. Centralort är Gävle som också är residensstad i Gävleborgs län.
Gävle kommun är belägen vid Bottenhavet, och är till största del täckt av skog. Testeboån, Gavleån och Dalälven utgör de större vattendragen som rinner genom kommunen. Det lokala näringslivet är varierat och inkluderar många små och medelstora företag samt några stora arbetsgivare. Trenden har varit att näringslivet blivit allt bredare och att tjänsteföretagen vuxit i storlek. 
Sedan kommunen bildades 1971 har befolkningstrenden varit positiv. Kommunen har en lång tradition av rött och rödgrönt styre som bröts 2016 efter att Sverigedemokraterna valde att stödja Alliansens budget. Mandatperioden 2018–2022 styrs dock kommunen av en mittenkoalition.

## Administrativ historik
Kommunens område motsvarar socknarna: Hamrånge, Hedesunda, Hille och Valbo. I dessa socknar bildades vid kommunreformen 1862 landskommuner med motsvarande namn. Inom området fanns även Gävle stad som från 1863 bildade en stadskommun.  
Kommunreformen 1952 påverkade inte indelningarna i området.
1969 inkorporerades i staden landskommunerna: Hamrånge, Hedesunda och Hille. Gävle kommun bildades vid kommunreformen 1971 av Gävle stad och Valbo landskommun.
Kommunen ingår sedan bildandet i Gävle domsaga.
Kommunen ingår sedan 2012 i Förvaltningsområdet för finska. 

## Geografi
Gävle kommun är belägen i den östra delen av landskapet Gästrikland och sträcker sig längs hela Gästrikekusten. Kommunen gränsar i sydöst till Älvkarleby kommun och Tierps kommun samt i söder till Heby kommun, alla i Uppsala län. I väster gränsar kommunen till Sandvikens kommun och Ockelbo kommun samt i norr till Söderhamns kommun, alla i Gävleborgs län.

### Topografi och hydrografi
Kommunen är belägen nedanför högsta kustlinjen, den nivå dit havet nådde som högst i samband med istiden. Berggrunden utgörs av den svekokarelska bergskedjan och  ytbergarterna består av metavulkaniska och metasedimentära bergarter. I Gävle-Sandvikenområdet finns en gulröd till röd sandsten av jotnisk ålder så kallad  Gävlesandsten. Från Skärjån ner till Gävle är kusten öppen, men utanför Gävle finns två relativt grunda fjärdar. I Gävle skärgård hittas den idylliska sommarön Limön som redan på 1800-talet besöktes som utflyktsmål.
Vattendragen Gavleån, som rinner genom Gävle, och Dalälven i kommunens södra delar, rinner båda i väst-östlig riktning ut i Gävlebukten och Bottenhavet.
Nedan presenteras andelen av den totala ytan 2020 i kommunen jämfört med riket.
|  | Bebyggelse (6,0 %) |

|  | Skog (86,0 %) |

|  | Öppen myrmark (4,4 %) |

|  | Jordbruksmark (3,5 %) |

|  | Övrig mark (0,2 %) |

|  | Bebyggelse (3,1 %) |

|  | Skog (68,0 %) |

|  | Öppen myrmark (7,2 %) |

|  | Jordbruksmark (7,4 %) |

|  | Övrig mark (14,3 %) |

### Naturskydd
År 2022 fanns 49 naturreservat i Gävle kommun varav 13 även var klassade som Natura 2000-område.
Åby urskog är ett naturreservat bestående av skog och våtmark. Där hittas sällsynta eller hotade arter av fåglar, skalbaggar, mossor, lavar och svampar, exempelvis tretåig hackspett, tallticka och läderlappslav. Omväxlande och oexploaterad skärgårdsmiljö hittad i Gåsholma naturreservat som även är klassat som Natura 2000-område. Reservatet är ett av få där man även tittat på naturvärden under ytan. De marina miljöerna är varierande och viktiga lek- och uppväxtområden för flera fiskarter.

### Administrativ indelning
Fram till 2016 var kommunen för befolkningsrapportering indelad i åtta församlingar – Bomhus, Gävle Heliga Trefaldighet, Gävle Maria, Gävle Staffan, Hamrånge, Hedesunda, Hille och Valbo.

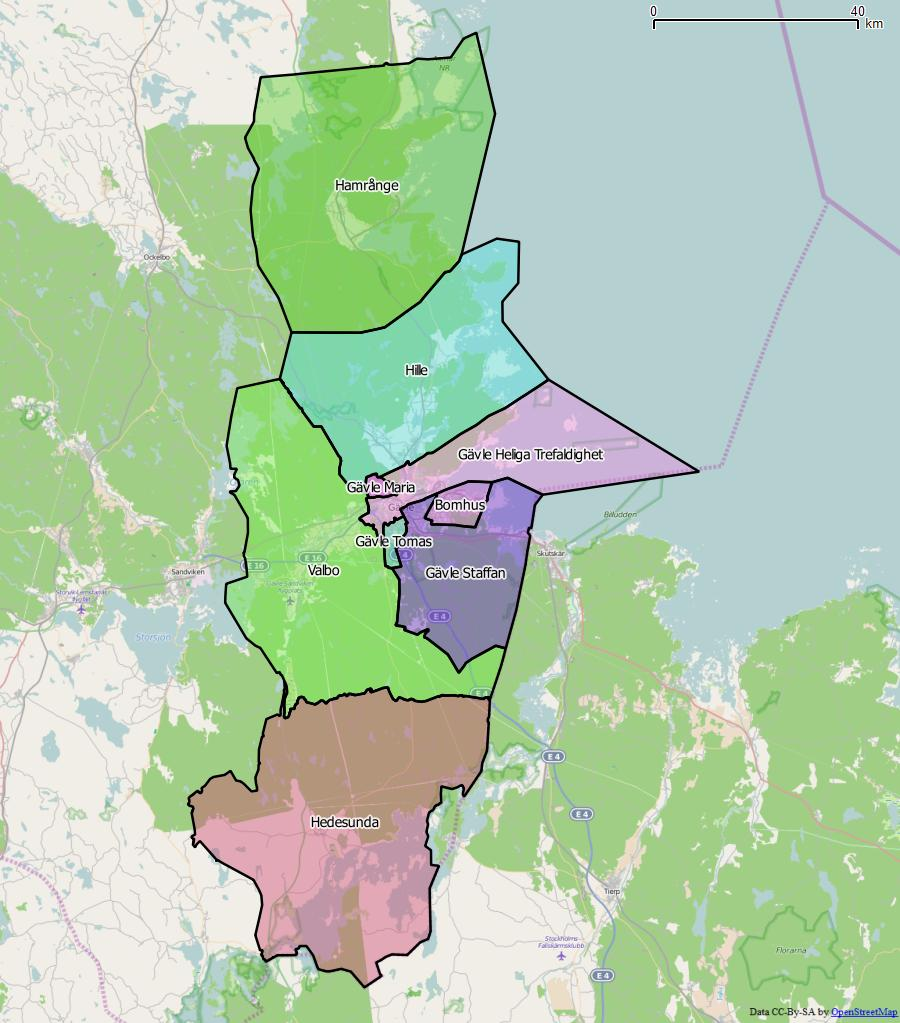
Distrikt inom Gävle kommun

Från 2016 indelas kommunen istället i nio distrikt: Bomhus, Gävle Heliga Trefaldighet, Gävle Maria, Gävle Staffan, Gävle Tomas, Hamrånge, Hedesunda, Hille och Valbo.

### Tätorter
Vid tätortsavgränsningen av Statistiska centralbyrån den 31 december 2015 fanns det 16 tätorter i Gävle kommun 
| Nr | Tätort                | Folkmängd |
| -- | --------------------- | --------- |
| 1  | Gävle                 | 74 884    |
| 2  | Valbo                 | 7 147     |
| 3  | Forsbacka             | 1 754     |
| 4  | Bergby                | 1 549     |
| 5  | Hedesunda             | 1 067     |
| 6  | Norrsundet            | 966       |
| 7  | Åbyggeby              | 951       |
| 8  | Bönan                 | 859       |
| 9  | Furuvik               | 697       |
| 10 | Björke                | 661       |
| 11 | Överhärde             | 553       |
| 12 | Källhagen             | 445       |
| 13 | Utvalnäs och Harkskär | 411       |
| 14 | Trödje                | 337       |
| 15 | Berg                  | 324       |
| 16 | Sälgsjön              | 214       |

Centralorten är i fet stil.

## Styre och politik

### Styre
Socialdemokraterna hade egen majoritet från valet 1970 till och med valet 1988. Sedan valet 1991 har Socialdemokraterna endast haft egen majoritet vid ett val, 1994. Socialdemokraterna styrde kommunen oavbrutet, i olika konstellationer, i 96 år fram till januari 2016. Den 1 januari 2016 tog Alliansen över makten och bildade en minoritetskoalition efter att Sverigedemokraterna, som haft en vågmästarposition i kommunfullmäktige sedan valet 2014, valt att stödja Allianspartiernas budget. Inför budgetåret 2018 valde dock Sverigedemokraterna att istället stödja den rödgröna budgeten. Efter valet 2018 gick Centerpartiet samman med de rödgröna partierna och bildade en majoritetskoalition. Detta innebar att Alliansen sprack lokalt och att Sverigedemokraterna förlorade rollen som vågmästare.
Efter valet 2022 styrs Gävle kommun av en koalition bestående av Socialdemokraterna, Miljöpartiet, Liberalerna, Kristdemokraterna och Centerpartiet.
| År        | Partier | Partier | Partier | Partier | Partier | Partier |
| --------- | ------- | ------- | ------- | ------- | ------- | ------- |
| 1971-1998 | S       |         |         |         |         |         |
| 1998-2002 | S       | V       |         |         |         |         |
| 2002-2006 | S       |         |         |         |         |         |
| 2006-2010 | S       | V       | MP      |         |         |         |
| 2010-2014 | S       | V       | MP      |         |         |         |
| 2014-2016 | S       | V       | MP      |         |         |         |
| 2016-2018 | M       | C       | L       | KD      |         |         |
| 2018-2022 | S       | L       | C       | MP      |         |         |
| 2022-     | S       | L       | C       | MP      | KD      |         |

### Kommunalråd
| Kommunalråd | Kommunalråd | Kommunalråd        |
| ----------- | ----------- | ------------------ |
| Majoritet   | S           | Åsa Wiklund Lång   |
| Majoritet   | S           | Jörgen Edsvik      |
| Majoritet   | S           | Daniel Olsson      |
| Majoritet   | L           | Kristofer Dahlgren |
| Majoritet   | C           | Julia Cederstrand  |
| Majoritet   | MP          | Therese Metz       |
| Majoritet   | KD          | Jan Myléus         |
| Opposition  | M           | William Elofsson   |
| Opposition  | M           | Pekka Seitola      |
| Opposition  | V           | Maritha Johansson  |
| Opposition  | SD          | Richard Carlsson   |
| Opposition  | SD          | Elizabeth Puhls    |
| Opposition  | SD          | Thomas Norrman     |

### Kommunfullmäktige

#### Presidium
| Presidium 2022-2026    | Presidium 2022-2026 | Presidium 2022-2026 |
| ---------------------- | ------------------- | ------------------- |
| Ordförande             | L                   | Per-Åke Fredriksson |
| Förste vice ordförande | M                   | Petri Ekorre        |
| Andre vice ordförande  | S                   | David Berggren      |

#### Mandatfördelning 1970–2022
Socialdemokraterna har varit det största partiet i kommunfullmäktige i samtliga kommunfullmäktigeval. Näst största parti i kommunfullmäktige var Centerpartiet i valen 1970–1979, och Moderaterna i valen från och med 1982 och framåt, förutom i valet 1988, då Folkpartiet var fullmäktiges näst största parti.
| 5 | 42 | 10 | 12 | 6 |

| 62 | 13 |

| 5 | 41 | 15 | 7 | 7 |

| 59 | 16 |

| 4 | 40 | 15 | 9 | 7 |

| 51 | 24 |

| 4 | 41 | 10 | 9 | 11 |

| 48 | 27 |

| 4 | 44 | 8 | 5 | 14 |

| 51 | 24 |

| 4 | 40 |  | 5 | 11 | 13 |

| 48 | 27 |

| 4 | 39 | 5 | 6 | 11 | 10 |

| 41 | 34 |

| 4 | 34 |  |  | 5 | 10 |  | 13 |

| 42 | 33 |

| 5 | 34 | 4 | 4 | 6 | 12 |

| 35 | 30 |

| 10 | 24 | 4 | 4 | 4 | 5 | 14 |

| 34 | 31 |

| 7 | 28 | 3 | 4 | 8 | 5 | 10 |

| 33 | 32 |

| 6 | 25 | 4 | 3 | 4 | 5 | 3 | 15 |

| 33 | 32 |

| 4 | 24 | 5 | 4 | 3 | 5 |  | 18 |

| 33 | 32 |

| 6 | 20 | 4 | 8 | 3 | 5 |  | 17 |

| 31 | 34 |

| 6 | 21 | 3 | 11 | 4 | 5 | 3 | 12 |

| 33 | 32 |

| 5 | 21 | 3 | 13 | 3 | 3 | 3 | 14 |

| 35 | 30 |

### Nämnder

#### Kommunstyrelse
Totalt har kommunstyrelsen 13 ledamöter. Mandatperioden 2022–2026 tillhör tre vardera av dessa Socialdemokraterna och Moderaterna, två tillhör Sverigedemokraterna, medan Miljöpartiet, Centerpartiet, Vänsterpartiet, Liberalerna och Kristdemokraterna har alla en ledamot vardera.
| Presidium 2022-2026    | Presidium 2022-2026 | Presidium 2022-2026 |
| ---------------------- | ------------------- | ------------------- |
| Ordförande             | S                   | Åsa Wiklund Lång    |
| Förste vice ordförande | C                   | Julia Cederstrand   |
| Andre vice ordförande  | M                   | William Elofsson    |

#### Lista över kommunstyrelsens ordförande
- Sven Larsson, Socialdemokraterna, 12 januari 1971–december 1976[23]
- Håkan Vestlund, Socialdemokraterna, 1977–1996[23]
- Eva Gillström, Socialdemokraterna, 1996–1998[23]
- Mats Ågren, Socialdemokraterna, 1 september 1998–31 december 2006[23]
- Carina Blank, Socialdemokraterna, 1 januari 2007–31 december 2014[23]
- Jörgen Edsvik, Socialdemokraterna, december 2014–31 december 2015[24][25]
- Inger Källgren Sawela, Moderaterna, december 2015–februari 2018[26][27]
- Patrik Stenvard, Moderaterna, februari 2018–31 december 2018[27]
- Åsa Wiklund-Lång, Socialdemokraterna, 1 januari 2019–[23]

Denna lista hämtas från Wikidata. Informationen kan ändras där.

#### Övriga nämnder
Avser mandatperioden 2022-2026
| Nämnd                                     | Ordförande | Ordförande      | Vice ordförande | Vice ordförande      | Andre vice ordförande | Andre vice ordförande |
| ----------------------------------------- | ---------- | --------------- | --------------- | -------------------- | --------------------- | --------------------- |
| Socialnämnden                             | KD         | Martina Kyngäs  | S               | Lena Lundgren Rörick | M                     | Ewa-Marja Andersson   |
| Kultur- och fritidsnämnden                | MP         | Helen Börjesson | S               | Lars-Erik Oxbacke    | M                     | Niclas Bornegrim      |
| Omvårdnadsnämnden                         | S          | Eva Älander     | KD              | Ulrica Hurtig Hedin  | M                     | Anders Jansson Gladh  |
| Arbetsmarknads- och funktionsrättsnämnden | L          | Helena Englund  | S               | Torgny Jacobsson     | M                     | Peter Johansson       |
| Utbildningsnämnden                        | S          | Daniel Olsson   | L               | Hans Backman         | M                     | Mikael Hillman        |
| Samhällsbyggnadsnämnden                   | C          | Anders Ekman    | S               | Elin Lundgren        | M                     | Mikael Brodin         |
| Jävsnämnden                               | KD         | Anneli Törnblom | S               | Sten Öberg           | M                     | Gun Lundberg          |
| Valnämnden                                | MP         | Roger Persson   | S               | Bengt Valdemarsson   | M                     | Roland Nilsson        |
| Överförmyndarnämnden                      | S          | Hampus Forsmark | KD              | Tomas Djurhed        | M                     | Birgitta Bienitzer    |

### Internationella relationer
Kommunen har ett internationellt kintor vars uppdrag är att stötta "kommunkoncernens förvaltningar och bolag i arbetet med internationalisering och internationella projekt". Gävle ingår i två internationella nätverk för kunskapsöverföring och för att utvidga kontaktnät, dessa är Eurotowns och Union of the Baltic Cities. Därtill har kommunen två kommunala partnerskap, vilka finansieras av Sida. Dessa ska "leda till en ömsesidig nytta och bygga på konkreta aktiviteter". År 2002 inleddes partnerskapet  med Buffalo City i Sydafrika och 2008 med Zhuhai i Kina. Utöver detta har kommunen även fem vänorter. Dessa är:
- Næstved, Danmark
- Raumo, Finland
- Jūrmala, Lettland
- Gjøvik, Norge
- Galva, USA

## Ekonomi och infrastruktur

### Näringsliv
Det lokala näringslivet är varierat och inkluderar många små och medelstora företag samt några stora arbetsgivare. Trenden har varit att det näringslivet blivit allt bredare och att tjänsteföretagen vuxit i storlek. Näringslivet har dragit nytta av de goda transportmöjligheterna, exempelvis används hamnen för både import och export. I kommunen finns flera stora internationella företag med hög miljöprofil och centralorten har etablerat sig som en populär kongress- och eventstad.
År 2020 var kommunen största arbetsgivaren med 6 598 anställda. Största privata arbetsgivare var Billerud Korsnäs med 925 anställda.

#### Turism
En av kommunens största turistattraktioner är Furuviksparken som sommaren 2019 lockade 331 000 besökare.
Varje år sätts Julbocken i Gävle upp på Slottstorget och invigningen lockar årligen tiotusentals Gävlebor och besökare.

### Infrastruktur

#### Transporter
Från norr till söder genomkorsas kommunen av motorvägen på E4 varifrån E16 tar av åt väster i Gävle. I kommunens västra del avtar i sin tur riksväg 56 åt söder. Från Gävle utgår också riksväg 76 åt sydöst. Nord-sydlig riktning har även Ostkustbanan som trafikeras av SJ:s fjärrtåg mellan Stockholm, Uppsala och Sundsvall. Från Gävle centralstation utgår Norra stambanan åt nordväst och Bergslagsbanan åt väster, den senare trafikeras av regiontågen Tåg i Bergslagen mot Falun, Borlänge och örebro. Norra stambanan och Ostkustbanan trafikeras även av regiontågen X-tåget mot Sundsvall och Ljusdal.
I kommunen finns även Gävle hamn som är  ett viktigt nav för import- och export. 

#### Utbildning och forskning
År 2022 fanns 36 grundskolor varav sju var fristående. Samma år fanns nio gymnasieskolor varav sex fristående. Bland dessa hittas exempelvis Drottning Blankas gymnasieskola och NTI Vetenskapsgymnasiet. Högskolan i Gävle hade samma år 16 000 studenter och hittas intill Regementsparken, Gavleån och Boulognerskogen. Vad högskolan bedrevs forskning inom fyra områden – Hållbar stadsutveckling, Hälsofrämjande arbete, Innovativt lärande samt Intelligent industri.
År 2021 hade 26,5 procent av invånarna i åldersgruppen 25-64 år minst tre års eftergymnasial utbildning, vilket var lägre än genomsnittet för riket där genomsnittet var 29,6 procent.

## Befolkning

### Demografi

#### Befolkningsutveckling
Kommunen har 103 838 invånare (31 december 2024), vilket placerar den på 18:e plats avseende folkmängd bland Sveriges kommuner.
| Befolkningsutvecklingen i Gävle kommun 1970–2020 | Befolkningsutvecklingen i Gävle kommun 1970–2020 | Befolkningsutvecklingen i Gävle kommun 1970–2020 | Befolkningsutvecklingen i Gävle kommun 1970–2020 | Befolkningsutvecklingen i Gävle kommun 1970–2020 |
| ------------------------------------------------ | ------------------------------------------------ | ------------------------------------------------ | ------------------------------------------------ | ------------------------------------------------ |
|                                                  |                                                  |                                                  |                                                  |                                                  |
| År                                               |                                                  |                                                  | Folkmängd                                        |                                                  |
| 1970                                             | 1970                                             |                                                  | 84 500                                           |                                                  |
| 1975                                             | 1975                                             |                                                  | 86 911                                           |                                                  |
| 1980                                             | 1980                                             |                                                  | 87 378                                           |                                                  |
| 1985                                             | 1985                                             |                                                  | 87 784                                           |                                                  |
| 1990                                             | 1990                                             |                                                  | 88 568                                           |                                                  |
| 1995                                             | 1995                                             |                                                  | 90 587                                           |                                                  |
| 2000                                             | 2000                                             |                                                  | 90 742                                           |                                                  |
| 2005                                             | 2005                                             |                                                  | 92 205                                           |                                                  |
| 2010                                             | 2010                                             |                                                  | 95 055                                           |                                                  |
| 2015                                             | 2015                                             |                                                  | 98 877                                           |                                                  |
| 2020                                             | 2020                                             |                                                  | 102 904                                          |                                                  |

#### Utländsk bakgrund
Den 31 december 2014 utgjorde antalet invånare med utländsk bakgrund (utrikes födda personer samt inrikes födda med två utrikes födda föräldrar) 16 951, eller 17,24 % av befolkningen (hela befolkningen: 98 314 den 31 december 2014). Den 31 december 2002 utgjorde antalet invånare med utländsk bakgrund enligt samma definition 9 733, eller 10,66 % av befolkningen (hela befolkningen: 91 276 den 31 december 2002).

#### Invånare efter de vanligaste födelseländerna
Den 31 december 2014 utgjorde folkmängden i Gävle kommun 98 314 personer. Av dessa var 13 329 personer (13,6 %) födda i ett annat land än Sverige. I denna tabell har de nordiska länderna samt de 12 länder med flest antal utrikes födda (i hela riket) tagits med. En person som inte kommer från något av de här 17 länderna har istället av Statistiska centralbyrån förts till den världsdel som deras födelseland tillhör.
| Födelseland      | Födelseland                       | Födelseland |
| ---------------- | --------------------------------- | ----------- |
| 31 december 2014 |                                   |             |
| 1                | Sverige                           | 84 985      |
| 2                | Finland                           | 1 469       |
| 3                | Irak                              | 1 328       |
| 4                | Asien: Övriga länder              | 1 316       |
| 5                | Afrika: Övriga länder             | 1 254       |
| 6                | Somalia                           | 1 187       |
| 7                | Syrien                            | 1 163       |
| 8                | Europeiska unionen: Övriga länder | 834         |
| 9                | Iran                              | 648         |
| 10               | Turkiet                           | 543         |
| 11               | Thailand                          | 502         |
| 12               | Sydamerika                        | 476         |
| 13               | Kina                              | 404         |
| 14               | Nordamerika                       | 387         |
| 15               | Europa utom EU: Övriga länder     | 325         |
| 16               | Polen                             | 271         |
| 17               | Norge                             | 253         |
| 18               | Tyskland                          | 219         |
| 19               | Afghanistan                       | 208         |
| 20               | / SFR Jugoslavien/FR Jugoslavien  | 185         |
| 21               | Bosnien och Hercegovina           | 161         |
| 22               | Danmark                           | 74          |
| 23               | Sovjetunionen                     | 47          |
| 24               | Oceanien                          | 41          |
| 25               | Island                            | 17          |
| 25               | Okänt födelseland                 | 17          |

## Kultur

### Museum
I kommunen finns Sveriges järnvägsmuseum som ursprungligen grundades i Stockholm men flyttades till Gävle 1970. Museet var stängt 2022 men beräknade att återuppta verksamheten 2023. I kommunen hittas också Johnny Mattssongården som används som museum. Där visas Mattssons hem och verkstad. Ett annat museum är fyrmuseet i Bönan.

### Konstarter

#### Musik
Gävle symfoniorkester grundades 1912. År 1968 börjar en glansperiod i orkesterns historia. Då anställdes dirigenten Rainer Miedel som kom att bli en kulturpersonlighet i Gävle. Under hans tid spelar symfoniorkestern in de första skivorna. År 1998 öppnade Gävle konserthus som kom att bli orkesterns nya hem.

#### Teater
Under 1700-talet blev Gävles teaterliv allt mer intensivt och gymnasiebyggnaden vid kyrkan liksom Gävle rådhus eller någon förmögen borgares hem för olika uppträdanden. Gävles första teaterbyggnad, Operahuset, byggdes  1784–85 men blir snabbt för liten. Spektakelhuset, som var nästa teaterbyggnad blev inte heller långvarig utan brann ner i stadsbranden 1869 efter 29 års användning. Pengar samlas in av Sällskapet NT som skänker dem till Gefle Teaterhus AB, bildat 1875, för att uppföra en "teater för Gefle stad”.  Den nya teatern, Gävle teater, invigdes den 13 februari 1878 med föreställningen Don Cesar De Bazano. Gävle Teaterförening bildades 1933 och då som en lokalavdelning av Riksteaterns publikorganisation (RPO). Första spelåret rasar nya medlemmar in och medlemskapet når 665 och föreningen blir därmed den största teaterföreningen i Sverige och tjänar som förebild åt andra teaterföreningar. År 1983 görs en tillbyggnad på teatern för att även rymma Folkteatern Gävleborgs verksamhet. Samarbetet mellan de två har alltid varit en viktig och betydande del för Gävle Teaterförening.

### Kulturarv
Bland värdefulla kulturhistoriska miljöer hittas Axmar bruk, ett klassiskt uppbyggt järnbruk som var i drift 1671-1927. Området har därefter använts för skogsbruket, så som  tjärtillverkning. I området finns också bland annat en herrgårdspark och enhetligt utformade bruksarbetarbostäder. Ett annat järnbruk med kulturhistoriskt värdefulla är Vifors bruk som var i drift 1694-1863 och som därefter användes för jord- och skogsbruk. Liksom Axmar bruk är det klassiskt uppbyggt med en tydlig uppdelning mellan bostäder för ägare, arbetare och den mellanliggande industriverksamheten.
År 2022 hade Gävle kommun tillsammans med Söderhamns kommun flest byggnadsminnen i Gävleborgs län. Karaktäristiskt var att de flesta byggnadsminnena var lokaliserade till tätorterna. Efter den stora stadsbranden 1869 återuppbyggdes Gävle med en modern rutnätsplan som är klassat som riksintresse för kulturmiljövård. Därtill är ett flertal byggnader som uppfördes efter branden förklarade som byggnadsminne, däribland Själanderska flickskolan, stadsteatern och kvarteret Kollegan.

### Kommunvapen
Blasonering: I blått fält en av vågskuror bildad bjälke av silver, åtföljd ovanför av två och nedanför av ett ankare av guld.
Gävle stad hade sedan 1500-talet använt en sköld med bokstaven "G" som vapen. 1940 ville svenska marinen förse den nybyggda jagaren Gävle med stadsvapnet. Riksheraldikern ville emellertid inte godta detta vapen (bokstäver anses olämpliga i inom heraldiken), och en diskussion initierades om ett nytt vapen för Gävle. Det nuvarande vapnet var ett förslag från riksheraldikern, som efter långa debatter, slutligen kunde antas av stadsfullmäktige. Det fastställdes av Kungl. Maj:t 1941. Efter kommunbildningen fanns ett förslag att utöka antalet ankare till fem, ett för var och en av de äldre enheter som ingår i kommunen. Detta avslogs dock och vapnet registrerades oförändrat i PRV år 1974.
Även de fyra landskommunerna som lades samman med Gävle (Hamrånge, Hedesunda, Hille och Valbo) hade vapen, vars giltighet upphörde i samband med sammanläggningarna 1969 respektive 1971.

Hamrånge landskommun (1951–1968)
Hedesunda landskommun (1964–1968)
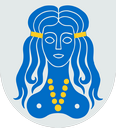
Hille landskommun (1964-1968)
Valbo landskommun (1970)